# Pirttisaari (ö i Mellersta Finland, Jämsä, lat 61,86, long 24,94)
Pirttisaari är en ö i Finland. Den ligger i sjön Nytkymenjärvi och i kommunen Jämsä i landskapet Mellersta Finland, i den södra delen av landet, 190 km norr om huvudstaden Helsingfors. Öns area är 6 hektar och dess största längd är 0,5 kilometer i nord-sydlig riktning.